# The Old Guard 2
The Old Guard 2 (bra: The Old Guard 2; prt: A Velha Guarda 2) é um futuro filme de ação e ficção científica de super-heróis americano dirigido por Victoria Mahoney, a partir de um roteiro de Greg Rucka, baseado em sua história em quadrinhos de mesmo nome. Servindo como uma sequência de The Old Guard (2020), o filme é estrelado por Charlize Theron, KiKi Layne, Henry Golding, Matthias Schoenaerts, Marwan Kenzari, Luca Marinelli, Veronica Ngo, Chiwetel Ejiofor e Uma Thurman.

## Elenco
- Charlize Theron como Andy / Andrômaca de Scythia.
- KiKi Layne como Nile Freeman.
- Matthias Schoenaerts como Booker / Sebastian Le Livre.
- Marwan Kenzari como Joe / Yusuf Al-Kaysani.
- Luca Marinelli como Nicky / Nicolò di Genova.
- Vân Veronica Ngô como Quynh.
- Chiwetel Ejiofor como James Copley.
- Uma Thurman
- Henry Golding

## Produção
Em Julho de 2020, Greg Rucka disse: "Em caso de sequência, quebre o vidro. É muito simples. Você quer outro? Aqui está uma maneira de entrar nele". No mesmo mês, Charlize Theron expressou seu interesse em um segundo filme, dizendo: "Vamos ter um pequeno período de descanso, mas dado o fato de que todos nós realmente queremos fazê-lo, tenho certeza de quando é o momento certo, iniciaremos a conversa."
Foi relatado em 27 de Janeiro de 2021 que a Netflix havia aprovado uma sequência. Em 26 de Agosto, foi anunciado que Victoria Mahoney substituiria Gina Prince-Bythewood como diretora da sequência. Theron, KiKi Layne, Matthias Schoenaerts, Marwan Kenzari, Luca Marinelli, Vân Veronica Ngô e Chiwetel Ejiofor foram escalados para reprisar seus respectivos papéis do primeiro filme. Em Junho de 2022, Uma Thurman e Henry Golding foram escalados para papéis não revelados, enquanto Greg Rucka foi confirmado para escrever o roteiro para os produtores David Ellison, Dana Goldberg, Don Granger, Theron, Beth Kono, AJ Dix, Marc Evans e Prince- Bythewood.
As filmagens principais começou em Junho de 2022. Algumas filmagens ocorreram no italiano Cinecittà Studios. Em Agosto de 2022, outro set no lote pegou fogo quando estava sendo desmontado, causando um atraso na produção de The Old Guard 2. Filmagens adicionais ocorreram no Reino Unido. As filmagens foram concluídas em Setembro de 2022.

## Lançamento
The Old Guard 2 está previsto para ser lançado na Netflix em 2 de julho de 2025.